# Michelle Visage
Michelle Lynn Shupack (ur. 20 września 1968 w Perth Amboy) – amerykańska didżejka radiowa, piosenkarka, aktorka, osobowość medialna i prezenterka telewizyjna. Początkowo zdobyła uznanie jako członkini zespołu Seduction, którego pięć singli znalazło się na liście Billboard Hot 100. W 1993 roku jako główna wokalistka w The S.O.U.L. S.Y.S.T.E.M. osiągnęła szczyt list przebojów muzyki dance. W 2011 roku dołączyła do amerykańskiej serii reality show RuPaul’s Drag Race i jest stałym sędzią od trzeciego sezonu. Jest również stałym sędzią w RuPaul’s Drag Race All Stars, RuPaul’s Drag Race UK i RuPaul’s Drag Race Down Under.

## Wczesne lata
Visage dorastała w New Jersey, została adoptowana i była tego świadoma od najmłodszych lat. Uczęszczała do South Plainfield High School w South Plainfield, New Jersey, którą ukończyła w 1986 roku. Kiedy Visage miała 16 lat, wygrała konkurs sobowtórów Madonny. Następnie przeniosła się do Nowego Jorku i przez dwa lata uczęszczała do American Musical and Dramatic Academy na Manhattanie. Dorastając, Visage podziwiała Madonnę, Belindę Carlisle, Pat Benatar, Stevie Nicks, Cyndi Lauper i Dale Bozzio. Matka Visage zmarła, gdy ta miała 30 lat. Wkrótce po ukończeniu studiów pozostała w Nowym Jorku, aby rozpocząć karierę aktorki.
W Nowym Jorku była aktywna na scenie klubowej, a jej matka, Arlene, dała jej nawet fałszywy dowód tożsamości, aby mogła nawiązać kontakty, które pomogą jej w karierze. Visage stała się znana na nowojorskiej scenie balowej i nauczyła się voguingu od różnych ludzi, w tym Willi Ninja. Związała się także z Cesarem Valentino. Para wystąpiła razem w programie telewizyjnym The Latin Connection w 1988 roku, o którym mówili, że był to pierwszy raz voguing pojawił się w krajowej telewizji.
Michelle przyjęła swoje nazwisko Visage po tym, jak otrzymała przydomek „cara” („twarz” po hiszpańsku) od ludzi, z którymi spędzała czas na nowojorskiej scenie balowej. Jednak ponieważ ludzie wymawiali to niepoprawnie, zdecydowała się zmienić to na „visage” („twarz” po francusku – język, którego uczyła się w szkole średniej i wyższej), przy którym została. Visage poznała także swojego przyszłego przyjaciela i współgwiazdę RuPaul po raz pierwszy pod koniec lat 80., kiedy brała udział w nocach klubowych i imprezach organizowanych przez Susanne Bartsch. W 1989 roku Visage wystąpiła na „The Love Ball”, który Bartsch zorganizowała na rzecz Design Industries Foundation For AIDS. Mówi się, że The Love Ball to miejsce, w którym Madonna po raz pierwszy była świadkiem voguingu, inspiracji dla jej piosenki „Vogue”. Jednak uczestnictwo w życiu nocnym Nowego Jorku nie było jedynym zajęciem Visage i w ciągu dnia pracowała jako recepcjonistka w sklepie Casablanca and Fundamental Things w nowojorskiej dzielnicy odzieżowej.

## Kariera

### Nagrywanie muzyki i teledysków
Visage wzięła udział w przesłuchaniu i zdobyła miejsce w Seduction, trio śpiewającym R&B i dance złożonego przez Roberta Clivillesa i Davida Cole’a, które podpisało kontrakt z A&M Records w 1990 roku. Grupa miała kilka hitów, z których najbardziej znany to „Two to Make It Right”. Po rozpadzie grupy, Visage współpracowała z zespołem tańca freestyle TKA jako gościnna wokalistka przy piosence „Crash (Have Some Fun)”. Visage zapewniła główny wokal w kolejnym akcie tanecznym zgromadzonym przez Clivillesa i Cole’a, The S.O.U.L. SYSTEM. Piosenka „It’s Gonna Be a Lovely Day”, która była coverem piosenki Billa Withersa „Lovely Day”, znalazła się na ścieżce dźwiękowej do The Bodyguard. „It’s Gonna Be a Lovely Day” stał się tanecznym singlem nr 1 i zadebiutował na 34 miejscu listy Billboard Hot 100 w styczniu 1993 roku.
Visage pojawiła się również na kilku albumach muzycznych RuPaula i pojawiła się w teledyskach do „New York City Beat” i „From Your Heart”, których premiera odbyła się w wydaniu RuPaul’s Green Screen Christmas Special (2015), a później zostały przesłane na kanał YouTube World of Wonder. Visage wystąpiła również gościnnie w teledyskach do piosenek RuPaula „Glamazon”, „Responsitrannity”, „The Beginning” i „Nothing for Christmas”.
W lutym 2021 roku potwierdzono, że Visage połączyła siły ze Steps nad przerobioną wersją „Heartbreak In This City”.

### Radio i podcasty
Visage była współgospodarzem The Jamz Session na Hot 92 Jamz (KHHT) w Los Angeles w latach 2002–2005. W 2005 roku Visage wróciła do Nowego Jorku, gdzie była współgospodarzem The Morning Mix na WNEW-FM do grudnia 2006 roku. W latach 2003–2006 była także gospodarzem w programie Sirius Satellite Radio The Beat 66. 12 marca 2007 roku została współgospodarzem porannego programu SUNNY 104.3 w West Palm Beach na Florydzie. W dniu 10 stycznia 2011 roku dołączyła do 93.9 MIA w Miami jako gospodarz nowego MIA Morning Show. Opuściła Miami i MIA w grudniu 2011 r., wracając do Los Angeles.
Visage zaczęła współprowadzić cotygodniowy podcast RuPaul: What’s the Tee? 9 kwietnia 2014 r. Duet przeprowadza wywiady z celebrytami i omawia wiele tematów, od ich życia osobistego po RuPaul’s Drag Race. W 2018 podcast zdobył nagrodę Webby Award. Visage zaprezentowała także Fabulous Divas Michelle Visage w BBC Radio 2, z odcinkami nadawanymi w grudniu 2019 i sierpniu 2020 roku. W październiku i listopadzie 2020 r. występowała dla Rylana Clarka-Neala w jego programie BBC Radio 2 Rylan on Saturday.

### Telewizja
Visage współpracowała z RuPaulem przy różnych programach telewizyjnych w całej swojej karierze. W 1996 roku została współgospodarzem talk show RuPaula na VH1 „The RuPaul Show”. Była także współgospodarzem porannego show WKTU z RuPaulem w latach 1996–2002. A kiedy Ru zaczął wybierać sędziów na pierwszy sezon RuPaul’s Drag Race, zaprosił Visage, aby została stałym członkiem programu. W tym czasie miała pięcioletni kontrakt ze stacją radiową CBS w West Palm Beach i po zapytaniu szefa, czy mogłaby dołączyć do programu, powiedział, że nie, co Visage przypisała powiązaniom programu ze społecznością LGBT.

### RuPaul’s Drag Race
Dwa lata później RuPaul ponownie skontaktował się z Visage i zaprosił do pojawienia się w trzecim sezonie programu. Po tym, jak jej szef po raz kolejny powiedział, że nie może się pojawić, została przekonana przez swoją przyjaciółkę Leah Remini, do skontaktowania się z urzędnikami CBS, którzy pozwolili jej dołączyć do programu jako sędzia. Tak więc 24 stycznia 2011 r. Visage zadebiutowała jako stały sędzia, wraz z Santinem Rice’em i Billym B, w trzecim sezonie RuPaul’s Drag Race, zastępując Merle Ginsberg. Wystąpiła także we wszystkich pięciu sezonach spin-offu RuPaul’s Drag Race All Stars.
W 2019 roku otrzymała swoją pierwszą nagrodę Primetime Emmy za wybitny program o charakterze konkurencji, będąc producentem Drag Race od jedenastego sezonu. W tym samym roku została sędzią RuPaul’s Drag Race UK, który jest emitowany w BBC Three. W 2021 roku ogłoszono, że Visage będzie sędzią w RuPaul’s Drag Race Down Under.

### Inne występy
W dniu 7 stycznia 2015 r. Visage stała się jednym z uczestników piętnastej serii brytyjskiego reality show Celebrity Big Brother na Channel 5. 6 lutego 2015 r. Visage opuściła dom będąc na piątym miejscu. Odkąd wyszła z domu, pojawiła się w niektórych odcinkach Celebrity Big Brother’s Bit on the Side, programie towarzyszącym, który jest emitowany bezpośrednio po Celebrity Big Brother.
Visage wystąpiła w kilku innych programach telewizyjnych, w tym była gospodarzem relacji VH1 z czerwonego dywanu z Grammy 1998, a w 2002 roku, reedycji imprezy z okazji 25-lecia Grease. 13 maja 2017 ona i Ross Mathews byli komentatorami relacji na żywo prowadzonej przez Logo TV z finału Konkursu Piosenki Eurowizji. Niedawno występowała jako juror w pierwszych dwóch sezonach programu Ireland’s Got Talent, z których pierwszy zaczął być emitowany w TV3 w lutym 2018 r. W 2020 r. Visage dołączyła do innego irlandzkiego sędziego Mam Talent Louisa Walsha w sędziowaniu rywalizacji nastolatków tworzących modę z recyklingu – Junk Kouture. Wystąpiła w telewizyjnym wielkim finale w lutym 2021 r., po tym, jak plany oryginalnego wielkiego finału na żywo zostały zniweczone przez COVID-19.

### Strictly Come Dancing
5 sierpnia 2019 roku ogłoszono, że Visage weźmie udział w siedemnastej serii Strictly Come Dancing w Wielkiej Brytanii na antenie BBC. 7 września potwierdzono, że jej partnerem zostanie Giovanni Pernice.
| Tydzień | Taniec/Piosenka                                     | Oceny sędziów | Oceny sędziów | Oceny sędziów | Oceny sędziów | Całość | Wynik           |
| Tydzień | Taniec/Piosenka                                     | Horwood       | Mabuse        | Ballas        | Tonioli       | Całość | Wynik           |
| 1       | Cha-cha / „So Emotional”                            | 8             | 8             | 7             | 7             | 30     | Brak eliminacji |
| 2       | Walc wiedeński / „That’s Amore”                     | 8             | 8             | 8             | 8             | 32     | Bezpieczni      |
| 3       | Quickstep / „Cabaret”                               | 8             | 9             | 9             | 9             | 35     | Bezpieczni      |
| 4       | Salsa / „Quimbara”                                  | 7             | 8             | 8             | 8             | 31     | Bezpieczni      |
| 5       | Rumba / „Too Good at Goodbyes”                      | 7             | 7             | 7             | 7             | 28     | Bezpieczni      |
| 6       | Fokstrot / „The Addams Family Theme”                | 9             | 10            | 10            | 10            | 39     | Bezpieczni      |
| 7       | Paso doble / „Another One Bites the Dust”           | 8             | 9             | 9             | 8             | 34     | Bezpieczni      |
| 8       | American Smooth / „I Just Want to Make Love to You” | 9             | 9             | 9             | 9             | 36     | Dolna dwójka    |
| 9       | Street / „Vogue”                                    | 8             | 8             | 8             | 9             | 33     | Wyeliminowani   |

- Zielony numer oznacza, że Michelle i Giovanni byli w czołówce rankingu.
- Czerwony numer oznacza, że Michelle i Giovanni byli na dole rankingu.

### Teatr
Visage wystąpiła w swoim debiucie na West Endzie jako „Miss Hedge” w Everybody’s Talking About Jamie między 18 października 2018 a 26 stycznia 2019.

## Życie prywatne
We wczesnych latach Visage cierpiała na zaburzenie odżywiania, które, jak mówi, zaczęło się, gdy miała około 13 lat i trwało do jej dorosłego życia.
Obecnie mieszka w Kalifornii z mężem Davidem Casem i dwiema córkami Lillie i Lolą. 10 listopada 2015 roku opublikowała swoją pierwszą książkę The Diva Rules. Visage jest weganką.
W odcinku 214 What’s the Tee?, jej podcastu z RuPaulem, Visage mówi, że jako dorosła uprawiała seks zarówno z mężczyznami, jak i kobietami. „Byłam z kobietami; uprawiałam seks z kobietami… Ale zdałam sobie sprawę, że nigdy nie chciałam być w związku [z nimi]”.
W kwietniu 2019 roku Visage ujawniła, że ma chorobę Hashimoto, co doprowadziło do usunięcia jej charakterystycznych implantów piersi.

## Dyskografia

### Albumy
| Album                        | Rok  | Zespół    |
| ---------------------------- | ---- | --------- |
| Nothing Matters Without Love | 1989 | Seduction |

### Single

#### Jako główna artystka
| Tytuł                                                                    | Rok  | Album                             |
| ------------------------------------------------------------------------ | ---- | --------------------------------- |
| „Seduction Theme” (wraz z zespołem Seduction)                            | 1989 | Nothing Matters Without Love      |
| „(You’re My One & Only) True Love” (wraz z zespołem Seduction)           | 1990 | Nothing Matters Without Love      |
| „Two To Make It Right” (wraz z zespołem Seduction)                       | 1990 | Nothing Matters Without Love      |
| „Heartbeat” (wraz z zespołem Seduction)                                  | 1990 | Nothing Matters Without Love      |
| „Breakdown” (wraz z zespołem Seduction)                                  | 1990 | Nothing Matters Without Love      |
| „It’s Gonna Be a Lovely Day” (wraz z zespołem The S.O.U.L. S.Y.S.T.E.M.) | 1992 | The Bodyguard (ścieżka dźwiękowa) |
| „Heartbreak In This City” (oraz Steps)                                   | 2021 | jeszcze nieznany                  |

#### Gościnnie
| Tytuł                      | Rok  | Główny artysta | Album                        |
| -------------------------- | ---- | -------------- | ---------------------------- |
| „Crash (Have Some Fun)”    | 1991 | TKA            |                              |
| „Hard Candy Christmas”     | 1997 | RuPaul         | Ho, Ho, Ho                   |
| „With Bells On”            | 1997 | RuPaul         | Ho, Ho, Ho                   |
| „Let the Music Play”       | 2014 | RuPaul         | Born Naked                   |
| „Manila Radio (Interlude)” | 2014 | Manila Luzon   | Eternal Queen                |
| „New York City Beat”       | 2015 | RuPaul         | RuPaul Presents: CoverGurlz2 |
| „L.A. Rhythm”              | 2015 | RuPaul         | Realness                     |
| „L.A. Rhythm (Remix)”      | 2015 | RuPaul         | Realness                     |
| „From Your Heart”          | 2015 | RuPaul         | Slay Belles                  |
| „Category Is...”           | 2016 | RuPaul         | Butch Queen                  |

## Filmografia
| Rok        | Tytuł                                  | Gatunek           | Jako                                | Uwagi                                                      |
| ---------- | -------------------------------------- | ----------------- | ----------------------------------- | ---------------------------------------------------------- |
| 1989       | Dance Party USA                        | Telewizja         | Ona sama                            |                                                            |
| 1990       | Club MTV                               | Telewizja         | Ona sama                            |                                                            |
| 1996–1998  | The RuPaul Show                        | Telewizja         | Ona sama                            |                                                            |
| 2002       | Maybe It’s Me                          | Film              | Tania                               |                                                            |
| 2011–nadal | RuPaul’s Drag Race                     | Telewizja         | Ona sama                            | Sędzia (od sezonu 3) Producentka (od sezonu 11)            |
| 2011–nadal | RuPaul’s Drag Race: Untucked           | Telewizja         | Ona sama                            |                                                            |
| 2012–nadal | RuPaul’s Drag Race: All Stars          | Telewizja         | Ona sama                            | Sędzia                                                     |
| 2013       | That Sex Show                          | Telewizja         |                                     |                                                            |
| 2013–2015  | The Most Popular Girls in School       | Seria internetowa | Mrs. Zales                          |                                                            |
| 2015       | Celebrity Big Brother                  | Telewizja         | Ona sama                            | Mieszkaniec domu, 5. miejsce (sezon 15)                    |
| 2017       | Konkurs Piosenki Eurowizji             | Telewizja         | Komentator dla Stanów Zjednoczonych |                                                            |
| 2018–2019  | Mam Talent: Irlandia                   | Telewizja         | Ona sama                            | Sędzia                                                     |
| 2018       | The X Factor                           | Telewizja         | Ona sama                            | Gość domu Simona Cowella                                   |
| 2018–2019  | Everybody’s Talking About Jamie        | Teatr             | Miss Hedge                          | Debiut na West Endzie                                      |
| 2019       | The Only Way Is Essex                  | Telewizja         | Ona sama                            | Cameo                                                      |
| 2019       | RuPaul                                 | Telewizja         | Ona sama                            |                                                            |
| 2019       | Guest Grumps                           | Seria internetowa | Ona sama                            | Odcinek: Playing Viva Pinata with Michelle Visage + Lillie |
| 2019       | Strictly Come Dancing                  | Telewizja         | Ona sama                            | Uczestnik (sezon 17), 7. miejsce                           |
| 2019–nadal | RuPaul’s Drag Race UK                  | Telewizja         | Ona sama                            | Sędzia (od sezonu 1)                                       |
| 2020       | How’s Your Head, Hun?                  | Telewizja         | Ona sama                            | Prowadząca                                                 |
| 2020       | Glow Up: Britain’s Next Make-Up Star   | Telewizja         | Ona sama                            | Sędzia gościnny (sezon 2, odcinek 4)                       |
| 2020       | Canada’s Drag Race                     | Telewizja         | Ona sama                            | Prowadząca-gość/sędzia                                     |
| 2021       | Ant & Dec's Saturday Night Takeaway    | Telewizja         | Ona sama                            | Spiker gościnny                                            |
| 2021       | RuPaul's Drag Race Down Under          | Telewizja         | Ona sama                            | Sędzia                                                     |
| 2021       | Dragging the Classics: The Brady Bunch | Telewizja         | Helen                               | TV special (odcinek 1)                                     |

## Nagrody i nominacje
| Rok  | Nagroda                          | Kategoria                                             | Jako                    | Wynik            | Uwagi                | Źr.                  |
| ---- | -------------------------------- | ----------------------------------------------------- | ----------------------- | ---------------- | -------------------- | -------------------- |
| 2015 | The Icon Awards                  | Straight Ally Award                                   | Ona sama                | Nagrodzona:Złoto |                      | [ 58 ]               |
| 2018 | Webby Awards                     | Best Host (Podcast)                                   | RuPaul: What’s The Tee? | Wygrana          | jako współprowadząca | [ 31 ]               |
| 2019 | Critic’s Choice Real TV Awards   | Female Star of the Year                               | Ona sama                | Nominacja        |                      | [ 59 ]               |
| 2019 | Primetime Emmy Award             | Outstanding Competition Program                       | RuPaul’s Drag Race      | Wygrana          | jako producentka     | [ 60 ] [ 61 ] [ 62 ] |
| 2020 | Producers Guild of America Award | Outstanding Producer of Game & Competition Television | RuPaul’s Drag Race      | Wygrana          | jako producentka     | [ 60 ] [ 61 ] [ 62 ] |
| 2020 | Primetime Emmy Award             | Outstanding Competition Program                       | RuPaul’s Drag Race      | Wygrana          | jako producentka     | [ 60 ] [ 61 ] [ 62 ] |
| 2020 | BAFTA Award                      | Best Reality and Constructed Factual                  | RuPaul’s Drag Race UK   | Nominacja        | jako producentka     | [ 60 ] [ 61 ] [ 62 ] |
| 2020 | British LGBT Awards              | Deutsche Bank – Celebrity Ally                        | Ona sama                | Nominacja        |                      | [ 63 ] [ 64 ]        |
| 2020 | Attitude Awards                  | Ally Award                                            | Ona sama                | Nagrodzona:Złoto |                      | [ 65 ]               |